# Xã Barren, Quận Independence, Arkansas
Xã Barren (tiếng Anh: Barren Township) là một xã thuộc quận Independence, tiểu bang Arkansas, Hoa Kỳ. Năm 2010, dân số của xã này là 1.483 người.